# Grönlandi nyelv
A kalaallisut nyelv (más néven grönlandi, grönlandi eszkimó vagy grönlandi inuktitut) egy eszkimó-aleut nyelv (ezen belül az eszkimó nyelvek inuit ágához tartozik), melyet Grönlandon beszélnek. Közel áll a kanadai nyelvekhez, mint például az inuktituthoz. A nyelv nagyon hasonlít rokonaihoz. Gyakorlatilag nincsenek összetett szavak, mivel ezekre a szavakra már más kifejezés van.
Grönlandi iniut nyelven már az 1600-as években íródtak szövegek. Az 1700-as évektől dán misszionáriusok a lakossággal való kommunikáció érdekében már szótárakat és a nyelvtant tanulmányozó munkákat állítottak össze. Paul Egede írta meg az első teljes szótárt 1750-ben és 1760-ban elkészült a nyelvtannal is. Azonban a grönlandinak nem volt jelentős szerepe a szigeten még az 1950-es években sem, sőt a 18. századtól egészen 1979-ig a dán nyelv használata uralkodott a szigeten.
A grönlandi nyelvet három fő dialektusban beszélik: északgrönlandi, nyugatgrönlandi és keletgrönlandi. Ezekből a nyugatgrönlandi a legelterjedtebb, ezt hívják más néven kalaallisutnak és ez az irodalmi nyelv alapja. Az északi nyelvjárást – az inuktunt – Qaanaaq (Thule) város környékén beszélik; ez áll a legközelebb a kanadai inuktitut nyelvhez. A kalaallisut nyelvet mintegy 50 000 ember beszéli – többen, mint az összes más eszkimó-aleut nyelvet együttvéve. A keleti nyelvjárás jelentősen visszaszorult, ezért védelmére külön intézkedéseket javasoltak már.
A kalaallisut nyelv kétfajta szófajt különböztet meg: főneveket és igéket. Mindkét kategória felosztható tárgyas és tárgyatlan szavakra. A nyelv megkülönböztet négy személyt (1., 2., 3. és visszaható 3.), valamint egyes és többes számot, de az inuktituttól eltérően nem alkalmazza az ún. duálist (kettes számot).
Az igéknek hét módja van: kijelentő mód, főnévi igenévi mód, felszólító mód, óhajtó mód, múlt idejű kötőmód, jövő idejű kötőmód, általános kötőmód.
A főneveknek tíz esetét ismerik: abszolutív, ergatív, ekvatív, instrumentális, lokatív, allatív, ablatív, perlatív, és bizonyos főneveknél az alany- és tárgyeset is előfordul. 
Az igeragozás két személyre utal, az alanyra és a tárgyra, amelyeket személy és szám szerint is megkülönböztetnek. A tárgyas főnevek birtokos ragot hordoznak.
A legtöbb kanadai nyelvvel szemben a kalaallisut nem az inuktitut írást használja, hanem a latin ábécét. Az első helyesírást még Samuel Kleinschmidt dolgozta ki 1851-ben. A speciális kra betűt (ĸ) az 1973-as írásreformig kizárólag a kalaallisut nyelv használta, amikor is a q betű váltotta fel. Az új helyesírás a jelenkori beszélt nyelv kiejtéséhez igazodott, mivel Kleinschmidt-féle ortográfia már nem felelt meg a modern nyelv hangjainak leképezésére.
1979 óta Grönland autonóm vezetése arra törekszik, hogy a grönlandi nyelvnek legyen elsődleges szerepe a szigeten, mivel korábban csak perifériára szorult nyelv volt. A következő években létrejött az önálló média és az oktatás is csak grönlandiul folyik. 2009-től Grönland egyedüli hivatalos nyelve is a grönlandi inuit.